# Гюндольсайм
Гюндольса́йм (фр. Gundolsheim) — коммуна на северо-востоке Франции в регионе Гранд-Эст (бывший Эльзас — Шампань — Арденны — Лотарингия), департамент Верхний Рейн, округ Тан — Гебвиллер, кантон Вендзенем. До марта 2015 года коммуна административно входила в состав упразднённого кантона Руффак (округ Гебвиллер).
Площадь коммуны — 8,2 км², население — 711 человек (2006) с тенденцией к росту: 741 человек (2012), плотность населения — 90,4 чел/км².

## Население
Численность населения коммуны в 2011 году составляла 741 человек, а в 2012 году — 741 человек.
| 1962 | 1968 | 1975 | 1982 | 1990 | 1999 | 2005 | 2006 | 2010 | 2011 | 2012 |
| ---- | ---- | ---- | ---- | ---- | ---- | ---- | ---- | ---- | ---- | ---- |
| 516  | 461  | 473  | 523  | 563  | 605  | 708  | 711  | 737  | 741  | 741  |

Динамика населения:

## Экономика
В 2010 году из 506 человек трудоспособного возраста (от 15 до 64 лет) 353 были экономически активными, 153 — неактивными (показатель активности 69,8 %, в 1999 году — 73,8 %). Из 353 активных трудоспособных жителей работали 330 человек (182 мужчины и 148 женщин), 23 числились безработными (11 мужчин и 12 женщин). Среди 153 трудоспособных неактивных граждан 52 были учениками либо студентами, 68 — пенсионерами, а ещё 33 — были неактивны в силу других причин.
На протяжении 2011 года в коммуне числилось 281 облагаемое налогом домохозяйство, в котором проживало 736 человек. При этом медиана доходов составила 23993 евро на одного налогоплательщика.

## Достопримечательности (фотогалерея)

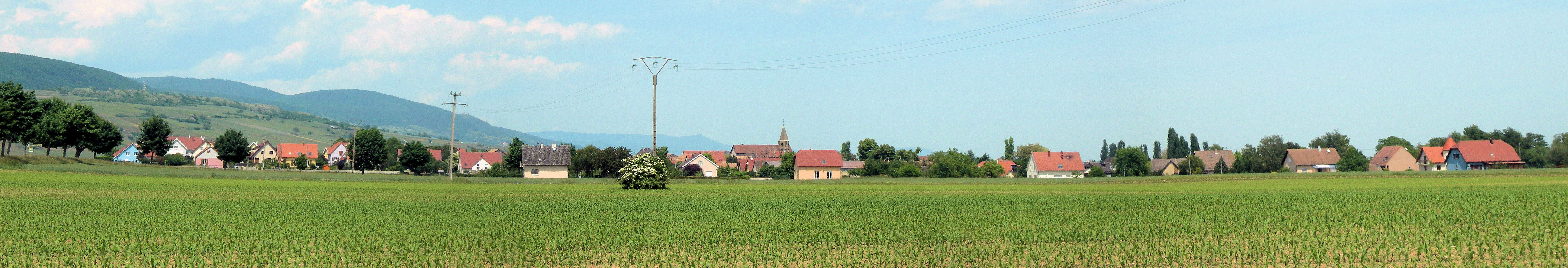
Панорама

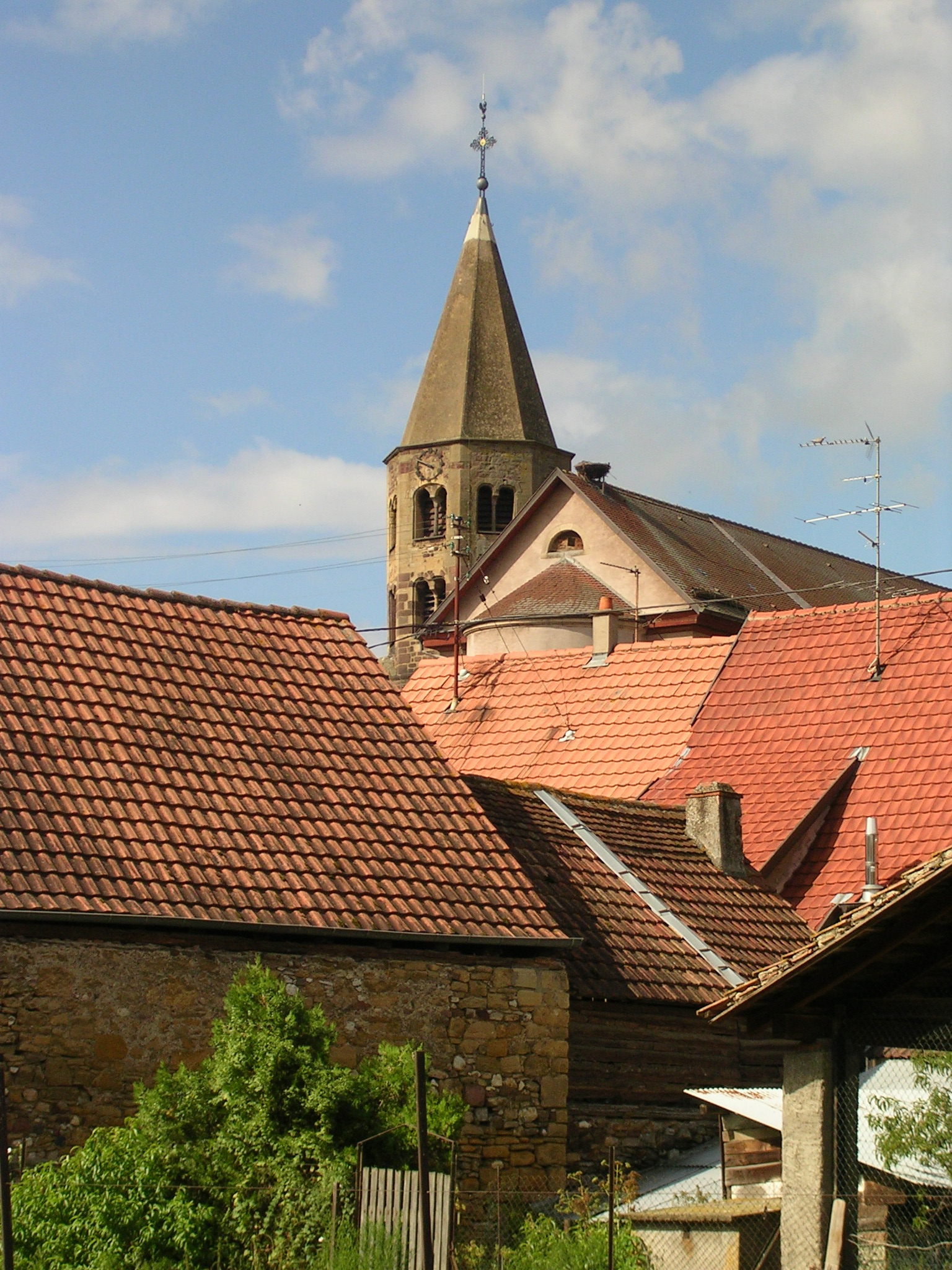
Церковь
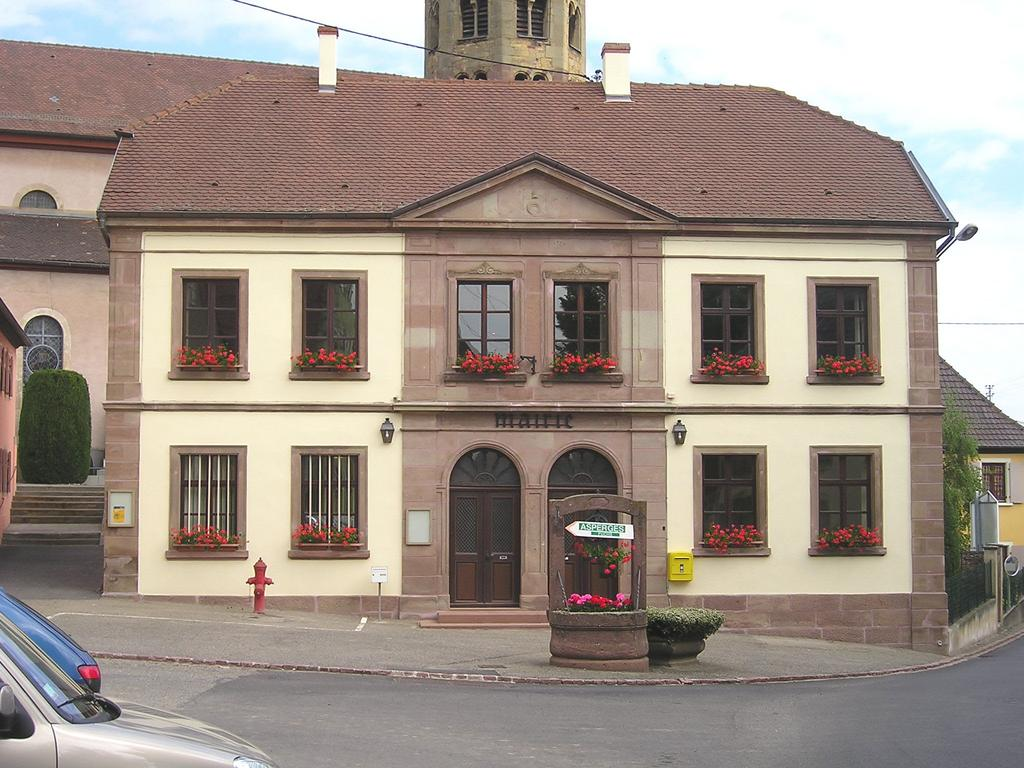
Здание мэрии